# 華町ココ
華町 ココ（はなまち ココ、2015年2月19日 - 血液型：A型）は、日本のキッズアイドル、モデル。福岡県出身で、芸名のほか「ここみん」としても活動している。全国でのライブ活動やテレビ出演、コンテスト入賞歴がある。

## 経歴
2015年2月19日、福岡県に生まれる。2021年、6歳で福岡のローカルアイドルグループ「PINKids☆」に加入し、芸能活動を開始した。
2025年2月23日、東京都内で開催された10歳の誕生日ライブにて、『赤いスイートピー』などを披露した。TikTokでも動画が拡散され注目を集めた。
2025年3月、韓国の音楽番組『日韓トップテンショー』に出演し、KARA「Pretty Girl」や『美少女戦士セーラームーン』の「ムーンライト伝説」、℃-ute「夢幻クライマックス」を披露した。
2025年5月9日、浅草公会堂で開催された「ミス・ヴィヴィアナ・ジャパン2025」にて第3位入賞および特別賞「Terictty Japan」を受賞した。
2025年8月8日、大阪で開催された「伝説の学生オーディション2025s」にてグランプリを獲得した。
現在は福岡県在住で、週末を中心に全国各地でライブ活動を行っている。

## 出演

### テレビ
- 『日韓トップテンショー』（2025年3月3日・10日・17日） - ゲスト出演

### CM・広告
- 福岡市私立幼稚園連盟 ポスター・CMモデル（2018年）
- Casiotone 光ナビゲーションキーボード LK-530 プロモーションビデオ（2025年）

## コンテスト
- ミス・ヴィヴィアナ・ジャパン2025 第3位、Terictty Japan賞
- 伝説の学生オーディション2025s グランプリ